# 関廟麺
関廟麺（グァンミャオミェン、中国語: 關廟麵）は、台湾台南市関廟区名物の小麦麺。パイナップル、たけのこと合わせて「関帝廟の三宝」と呼ばれ、観光客の土産品としても人気が高い。
関廟区には「関廟麺」の看板を掲げる製麺所が多数ある。小麦粉（強力粉）と塩と水とをこね、伸ばした麺生地を切って、手で折り曲げて竹ざるに並べて、屋外で天日干しを行う。これによって、麺の香りと食感がよくなり、茹でた際に伸びにくくなる。
「老媽拌麵」（ラオマバンメン）は関廟麺の袋麺を製造、販売していることでも知られており、関廟麺を提供するレストランも展開している。

## 料理の例
関廟魯麺（グァンミャオルーミェン）
肉団子とキャベツを入れたスープに関廟麺を入れた汁麺。
好みで、テーブルに用意されている酢や豆瓣醤などの辛味調味料を加える。
酸菜魚麵（スァンツァイユィミェン）
強火で酸菜を炒めて香りを立たせ、豚骨ベースのスープを加えて煮込む。